# Concierto de Aranjuez

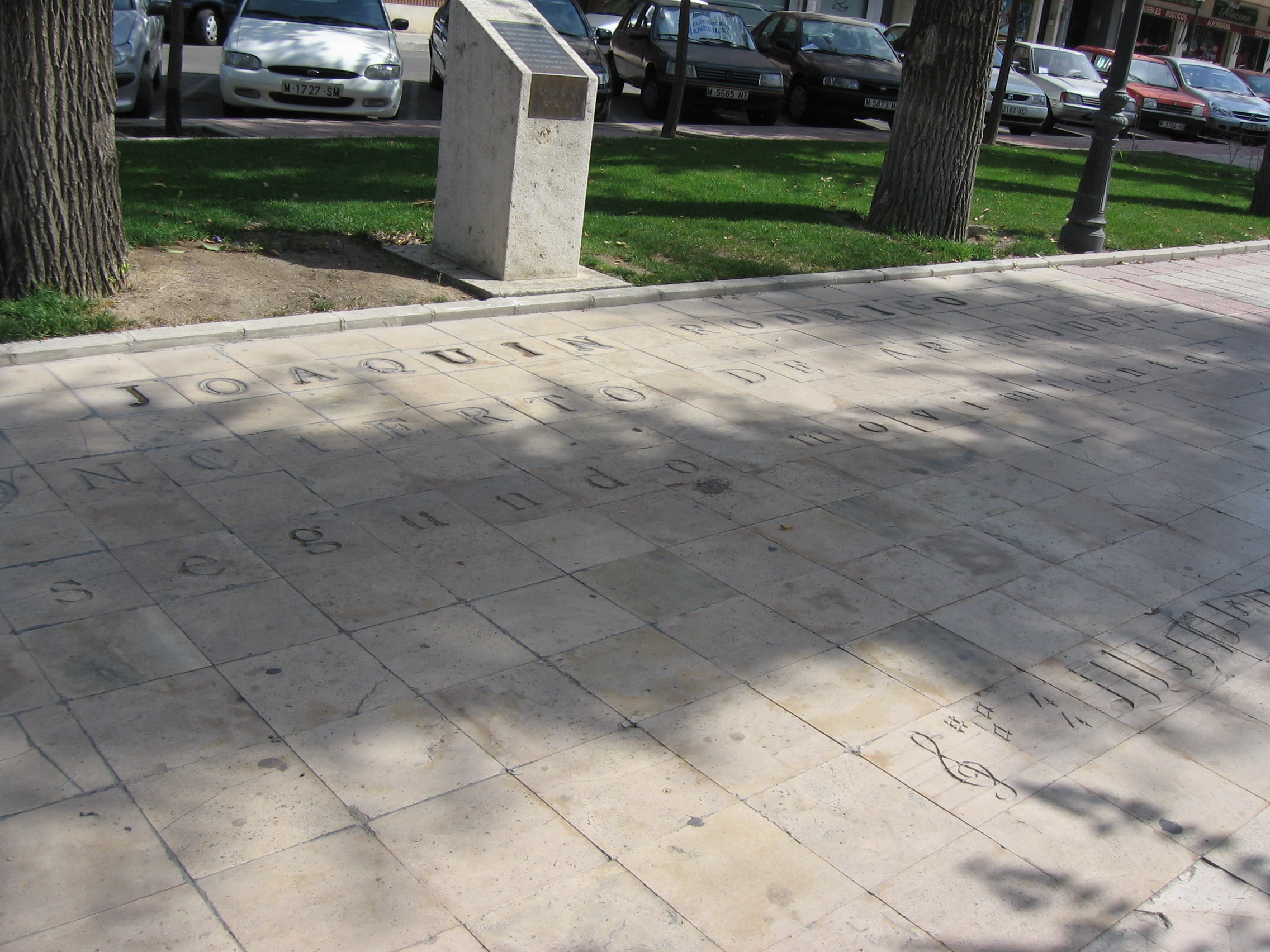
Monument tillägnad Joaquín Rodrigos Concierto i staden Aranjuez

Concierto de Aranjuez är en gitarrkonsert av den spanske kompositören Joaquín Rodrigo. Den är skriven 1939, och är ett av Rodrigos mest kända verk.

### Audio
- Video of Adagio by Xuefei Yang (11.1 MB)
- Listen to the Trio Gitano recording of Adagio
- Concierto de Aranjuez Synthesizer remake by Phonic Hearing